# جوش هال (لاعب كرة قدم أمريكية)
جوش هال (بالإنجليزية: Josh Hull)‏ هو لاعب كرة قدم أمريكية أمريكي، ولد في 21 مايو 1987 في ولاية كوليج في الولايات المتحدة.

## وصلات خارجية
- جوش هال على موقع مرجع كرة القدم المحترفة.كوم (الإنجليزية)